# Lepismium warmingianum
Lepismium warmingianum ist eine Pflanzenart aus der Gattung Lepismium in der Familie der Kakteengewächse (Cactaceae).

## Beschreibung
Lepismium warmingianum wächst epiphytisch und strauchig mit anfangs aufrechten, später hängenden Trieben, die reich verzweigt sind. Die schlanken, dunkelgrünen Triebesegmente sind drei- oder vierkantig oder flach. Sie sind bis 30 Zentimeter lang und weisen Durchmesser von 0,7 bis 2,5 Zentimetern auf. Die stumpf gezähnten Ränder sind rötlich. Die nicht tief eingesenkten Areolen sind kahl.
Die seitlich erscheinenden, einzelnen, weißen Blüten sind glockenförmig und hängend. Sie sind 1 bis 2 Zentimeter lang und erreichen ebensolche Durchmesser. Ihr Perikarpell ist kantig. Die kugelförmigen, dunkelpurpurfarbenen bis schwarzen Früchte weisen Durchmesser von 5 bis 6 Millimetern auf.

## Verbreitung, Systematik und Gefährdung
Lepismium warmingianum ist in Brasilien, u. a. Mato Grosso do Sul,  im Osten Paraguays und im Nordosten Argentiniens in Höhenlagen bis 1100 Metern verbreitet. Die Erstbeschreibung als Rhipsalis warmingiana erfolgte 1890 durch Karl Moritz Schumann. Wilhelm Barthlott stellte sie 1987 in die Gattung Lepismium.
Lepismium warmingianum wird in der Roten Liste gefährdeter Arten der IUCN als „Least Concern (LC)“, d. h. nicht gefährdet, eingestuft.

## Nachweise